# Pikerfoss Station
Pikerfoss Station (Pikerfoss holdeplass) var en jernbanestation på Numedalsbanen, der lå ved Pikerfoss i Kongsberg kommune i Norge.
Stationen åbnede som trinbræt 20. november 1927, da banen blev taget i brug. Persontrafikken på banen blev indstillet 1. januar 1989, hvorved stationen blev nedlagt. Strækningen ved Pikerfoss er dog senere blevet benyttet til lejlighedsvis kørsel med godstog fra Svene pukkverk.
Stationsbygningen blev opført i 1926 efter tegninger af NSB Arkitektkontor. Der var tale om en banevogterbolig, der var kombineret med ekspeditionslokaler og ventesal. Bygningen er nu solgt fra til private.